# Francesco Crispi
Francesco Crispi (ur. 4 października 1818 w Riberze, zm. 11 sierpnia 1901 w Neapolu) – włoski polityk i prawnik, uczestnik walk w okresie risorgimenta, dwukrotnie premier.
Karierę zawodową rozpoczął jako adwokat w Neapolu. W latach 1848–1849 uczestniczył w walkach rewolucyjnych na terenie Królestwa Obojga Sycylii. Ponieważ wsparł republikańską działalność Giuseppe Mazziniego, został wydalony z Piemontu. Schronienie znalazł na Malcie, gdzie się ożenił, a później w Paryżu i w Londynie. Do Włoch powrócił w roku 1859, podczas wojny francusko-austriackiej. Był jednym z najważniejszych uczestników wyprawy tysiąca zorganizowanej przez Garibaldiego przeciwko Królestwu Obojga Sycylii. W roku 1860 współtworzył sycylijski rząd tymczasowy i sprawował na wyspie władzę cywilną.  
Od roku 1861 działał jako deputowany do pierwszego włoskiego parlamentu, reprezentując skrajną lewicę, ale już w roku 1864 postanowił przyłączyć się do monarchistów. W grudniu 1877 roku objął tekę ministra spraw wewnętrznych w rządzie Agostina Depretisa, jednak w marcu roku 1878 musiał ustąpić ze stanowiska na skutek skandalu obyczajowego i oskarżeń o bigamię. Był premierem od stycznia 1887 roku do 31 stycznia 1891 roku, a następnie po Giovannim Giolittim, od  15 grudnia 1893 do 4 marca 1896 roku. Zdelegalizował partię socjalistyczną i spacyfikował wystąpienia robotników oraz zubożałych chłopów sycylijskich (fasci rivoluzionari, 1893-1894). Jako gorący zwolennik polityki Bismarcka był orędownikiem trójprzymierza i zdecydowanym przeciwnikiem Francji. Inicjował i wspierał wszelkie działania zmierzające do rozszerzenia ekspansji kolonialnej w Afryce Wschodniej. Po klęsce pod Aduą musiał podać się do dymisji. Niektórzy historycy uważają, że jego poglądy i styl rządzenia stały się wzorem dla Benita Mussoliniego.